# جان ریچاردسون
جان ریچاردسون (انگلیسی: John Richardson؛ ‏ زادهٔ ۱۹ ژانویهٔ ۱۹۳۴) بازیگر اهل بریتانیا بود. وی از سال ۱۹۵۶ تا ۱۹۹۴ مشغول فعالیت بود. او در سن ۸۶ سالگی در جریان دنیاگیری کووید-۱۹ در انگلستان درگذشت.
از فیلم‌هایی که وی در آن نقش داشته‌است، می‌توان به نقاب شیطان، تنه، اعدام، تخم چشم، شی، در یک روز آفتابی، آنا، آن لذت خاص، تابستان زیبا و اردک در سس پرتقال اشاره کرد.